# مضمار لاوشان للدراجات

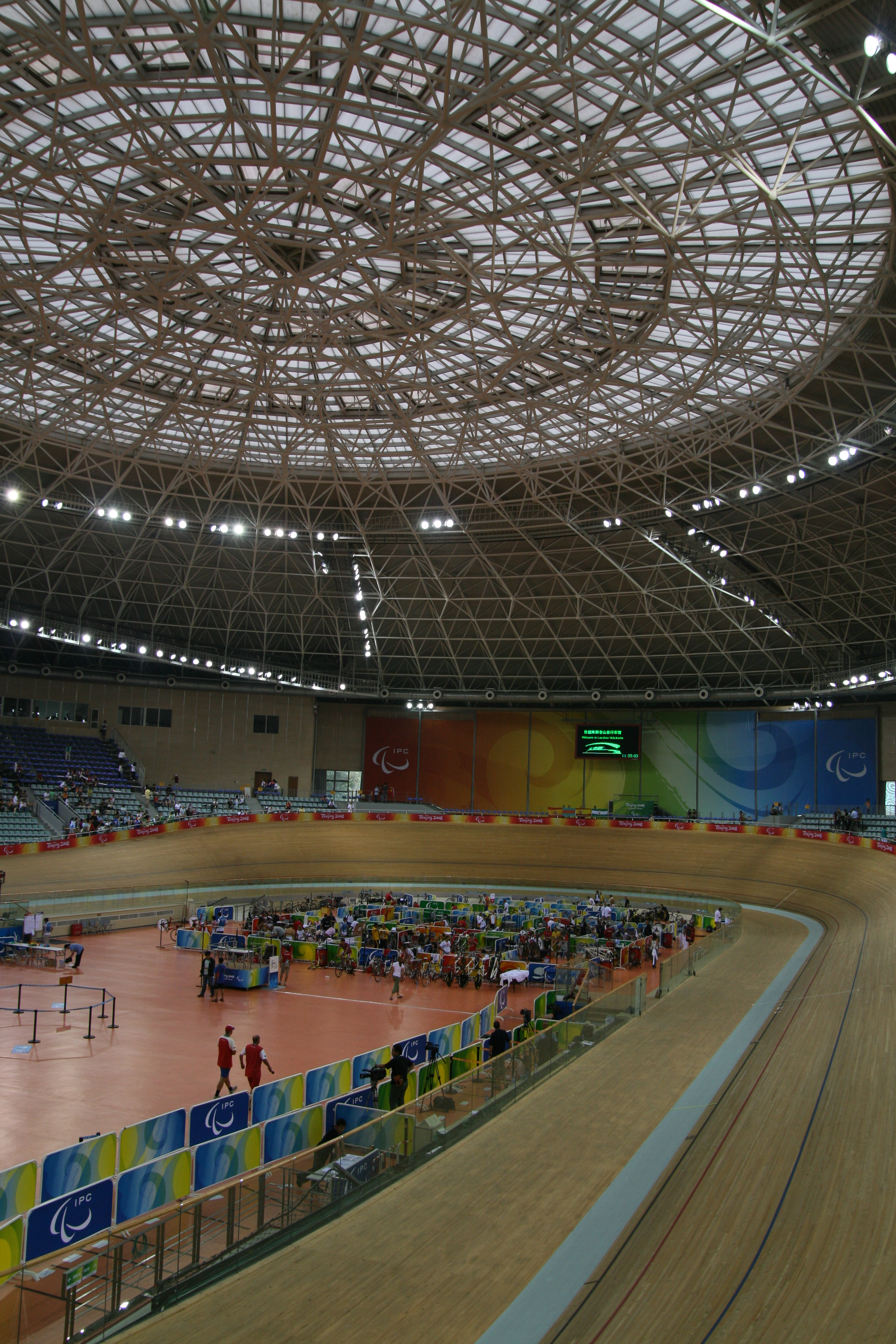

مضمار لاوشان للدراجات في بكين أنشأ المضمار خصيصا لأجل أولمبياد بكين 2008 وتقام بالمضمار سباق الساحة للدراجات وتبلغ مساحته الإجمالية 32920 متر مربع ويقع المضمار في الناحية الغربية لقاعدة مركزلاوشان لإدارة لعبة الدراجات والمبارزة التابع لمصلحة الدولة العامة للرياضة البدنية بحي شيجينغشان ببلدية بكين، بدأ الإنشاء فيه أكتوبر 2004 وانتهت الأعمال في 2007.